# MH 108. Mészáros Lázár Gépesített Lövészdandár
A Magyar Honvédség 108. Mészáros Lázár Gépesített Lövészdandár a Magyar Honvédség MH 2. Gépesített Hadtest közvetlen alakulata volt. Az alakulat 1963-ban alakult meg Baján, és 1997-ben szűnt meg szintén Baján.
Fennállása során ugyanazon helyőrségben volt diszlokálva mindvégig.

## Története
Az alakulat 1963. július 15-én alakult meg a bajai Dobó István Laktanyában.
Az alakulat megalakulásától a kaposvári székhelyű MN 9. Gépkocsizó Lövészhadosztály kötelékébe tartozott.
1987. márciusától a „RUBIN" szervezési feladatokban rögzítetteknek megfelelően a MN 9. Gépesített Lövészhadosztály gépesített hadtest szervezetre tért át. S ezáltal a MN 108. Gépesített Lövészezred is gépesített lövészdandárrá alakult át.
1990-ben új szervezetre tért át az alakulat. Kibővítették a gépesített lövészzászlóaljak számát.
Az 1990-es évek közepén a dandárt önálló gépesített lövészzászlóaljjá csökkentették. S az 1997-ben a haderőcsökkentés következtében felszámolásra került a MH 108. Mészáros Lázár Önálló Gépesített Lövészzászlóalj.

## Szervezeti felépítése, alegységei
| Parancsnokság | Parancsnokság | Parancsnokság | Parancsnokság |
| Harcoló alegységek | Harcbiztosító alegységek | Logisztikai alegységek |               |
| --- | --- | --- | ------------- |
| - 1. Gépesített Lövészzászlóalj - 2. Gépesített Lövészzászlóalj - 3. Gépesített Lövészzászlóalj - 4. Gépesített Lövészzászlóalj - Harckocsi Zászlóalj - Tüzérosztály | - Törzstámogató század (1 darab BRDM–2, 2 darab BTR–50PK) - Híradószázad - Vegyes páncéltörő rakétaüteg (6 darab D–44 páncéltörő ágyú, amit 6 darab ZIL–131 vontatott, 1 darab BRDM–2, 6 darab 9P133 Maljutka) - Felderítő század (12 darab PSZH–F) - Önjáró légvédelmi rakétaüteg (4 darab Sztrela–1, Sztrela–2) | - Javító század - Ellátó század - Műszaki század - Vegyvédelmi század (5 darab FUG), 1 darab BTR–60) - Egészségügyi központ |               |

| A harcoló alegységek szervezeti felépítése | A harcoló alegységek szervezeti felépítése | A harcoló alegységek szervezeti felépítése | A harcoló alegységek szervezeti felépítése | A harcoló alegységek szervezeti felépítése | A harcoló alegységek szervezeti felépítése |
| 1. Gépesített Lövészzászlóalj | 2. Gépesített Lövészzászlóalj | 3. Gépesített Lövészzászlóalj | 4. Gépesített Lövészzászlóalj | Harckocsi Zászlóalj | Tüzérosztály |
| --- | --- | --- | --- | --- | --- |
| Vezető szervek Parancsnokság Törzs Harcoló alegységek 1. Lövészszázad (10 darab PSZH, 1 darab DAC teherautó) 2. Lövészszázad (10 darab PSZH, 1 darab DAC teherautó) 3. Lövészszázad (10 darab PSZH, 1 darab DAC teherautó) Aknavető üteg (6 darab 120 mm-es aknavető, 6 darab GAZ–66 vontató) Harcbiztosító alegységek Törzstámogató század Közepes páncéltörő rakétaüteg (4-6 darab SZPG–9, 4-6 darab 9M111 Fagot) | Vezető szervek Parancsnokság Törzs Harcoló alegységek 1. Lövészszázad (10 darab PSZH, 1 darab DAC teherautó) 2. Lövészszázad (10 darab PSZH, 1 darab DAC teherautó) 3. Lövészszázad (10 darab PSZH, 1 darab DAC teherautó) Aknavető üteg (6 darab 120 mm-es aknavető, 6 darab GAZ–66 vontató) Harcbiztosító alegységek Törzstámogató század Közepes páncéltörő rakétaüteg (4-6 darab SZPG–9, 4-6 darab 9M111 Fagot) | Vezető szervek Parancsnokság Törzs Harcoló alegységek 1. Lövészszázad (10 darab PSZH, 1 darab DAC teherautó) 2. Lövészszázad (10 darab PSZH, 1 darab DAC teherautó) 3. Lövészszázad (10 darab PSZH, 1 darab DAC teherautó) Aknavető üteg (6 darab 120 mm-es aknavető, 6 darab GAZ–66 vontató) Harcbiztosító alegységek Törzstámogató század Közepes páncéltörő rakétaüteg (4-6 darab SZPG–9, 4-6 darab 9M111 Fagot) | Vezető szervek Parancsnokság Törzs Harcoló alegységek 1. Lövészszázad (10 darab PSZH, 1 darab DAC teherautó) 2. Lövészszázad (10 darab PSZH, 1 darab DAC teherautó) 3. Lövészszázad (10 darab PSZH, 1 darab DAC teherautó) Aknavető üteg (6 darab 120 mm-es aknavető, 6 darab GAZ–66 vontató) Harcbiztosító alegységek Törzstámogató század Közepes páncéltörő rakétaüteg (4-6 darab SZPG–9, 4-6 darab 9M111 Fagot) | Vezető szervek Parancsnokság Törzsszázad (1 darab T–55, 1 darab PSZH) Harcoló alegységek 1. Harckocsi század (10 darab T–55) 2. Harckocsi század (10 darab T–55) 3. Harckocsi század (10 darab T–55) 4. Harckocsi század (10 darab T–55) Harcbiztosító alegységek Törzstámogató század | Vezető szervek Parancsnokság Törzs Harcoló alegységek 1. Tüzérüteg (6 darab M–30 6 darab DAC vontató) 2. Tüzérüteg (6 darab M–30 6 darab DAC vontató) 3. Tüzérüteg (6 darab M–30 6 darab DAC vontató) |